# 第一次國府台之戰
古河公方足利政氏與兒子足利高基不和。高基的弟弟・空然還俗後，名為足利義明，起初漂泊不定，後來被上總國真里谷武田氏五代當主真里谷信清迎入下總國小弓城。
義明受到真里谷氏、里見氏等勢力擁立，號稱小弓公方。古河公方因為與千葉氏對立，意圖佔領鎌倉。但由於北条氏綱勢力崛起，並佔領鎌倉及武藏江戸城，與義明的關係漸漸產生緊張。氏綱原本在古河・小弓公方的鬥爭過程中採取中立的立場，義明在接受里見氏、真里谷氏介入家族內鬥後，於江戶灣一帶漸漸擴大勢力。亡命期間接受真里谷信隆（信保的庶長子）的支援，而與北条家產生對決的姿態。此外，古河公方足利晴氏（義明的外甥）與北条氏綱締結同盟。1537年2月武藏・下總國境的葛西城成為北条氏的勢力範圍，義明更感受到北条氏的威脅。 
1538年10月、義明隨同里見義堯・真里谷信聯軍1萬進入國府台城。另一方面、氏綱與嫡男氏康、弟弟長綱率2萬軍進入江戶城。
小弓軍進行軍議，打算渡過江戶川攻擊北条軍。這是由於足利義明對己方軍隊的武勇過於自信，打算親自上陸迎擊敵軍，致使里見義堯原本打算「半渡擊之」的意見不被採納。此外，里見義堯考量到小弓軍戰敗、足利義明被殺後，可趁勢佔領「空白區域」拓展勢力，因此，主戰場選在松戸方面，除了預備作為退路的可能之外，還能協同市川側的友軍共同夾擊北条軍。
10月7日，北条方軍師根來金石齋（大藤信基）進言渡河安全無虞，並與小弓軍在國府台北側的相模台（現在的松戶市）發生衝突。起初小弓軍佔有優勢，漸漸壓迫北条軍。然而，嫡子義純被討死的戰報傳來後，義明憤而向北条軍方向突撃，遭北条軍兵士圍攻戰死。里見義堯在接收到「義明戰死」的情報後，即刻自戰場脫離，進而造成小弓軍崩壞。北条軍趁勢將小弓城、真里谷城佔領，真里谷信應降伏，信隆成為真里谷氏當主。
此戰結果、北条氏的勢力侵入下總。另一方面，義明的戰死及真里谷信隆的復歸，造成勢力地圖鉅變，形成權力「空白區域」，里見義堯趁勢收攏小弓方遺臣，佔領上總國南部的久留里城及大多喜城，將房總半島的大半區域納入手中。